# Jekutiel Portnoj
Jekutiel Portnoj, pseud. Noah, Józef (ur. 1872 w Podbrzeziu, zm. 1941 w Nowym Jorku) - przedstawiciel żydowskiego socjalizmu, jeden z przywódców i czołowych działaczy Bundu.

## Życiorys
Pochodził ze średniej klasy robotniczej. Po ukończeniu szkoły średniej, w latach 1888-1892 kontynuował naukę w Żydowskim Instytucie Nauczycielskim w Wilnie. Po jego ukończeniu przez trzy lata pracował jako nauczyciel w Wilnie, następnie przeniósł się do Kowna i rozpoczął pracę w szkole ludowej. 
Zaczął działalność w kółkach socjalistycznych pod pseudonimem Noah. Zaangażowanie Portnoja doprowadziło do zatrzymania go w roku 1895 pod zarzutem działalności agitacyjnej, a później do zesłania na Syberię (Tunka w guberni irkuckiej). Tam poznał swoją przyszłą żonę, Felicję z domu Barnabel. W 1899 roku podjął udaną próbę ucieczki i zamieszkał w Białymstoku. 
Wiosną 1900 roku przyłączył się do partii; razem z Pavlem Rosenthalem i Alfredem Katzem wszedł w skład Komitetu Centralnego Bundu. W 1901 roku uczestniczył w kongresie partii w Białymstoku. Przywódcy partii byli wówczas podzieleni na dwie grupy. Do pierwszej z nich należeli działacze tacy jak: Henryk Ehrlich, Wiktor Alter i Emanuel Nowogrodzki, do drugiej zaś przedstawiciele tak zwanej „dynastii wileńskiej”, do której obok Jekutiela Portnoja należeli jeszcze Arkady Kremer i Władimir Kossowski. Głównym powodem tego podziału był pogląd na kwestię nacjonalizmu żydowskiego; Portnoj uważał, że żądanie narodowo-kulturalnej autonomii jest przedwczesne. 
W 1903 roku brał udział w zjeździe Socjaldemokratycznej Partii Robotniczej Rosji. Podczas rewolucji w 1905 r. był ponownie aresztowany. Od 1908 roku mieszkał w Warszawie. 
Po zalegalizowaniu działalności Bundu zaczęły powstawać instytucje o charakterze kulturalno-oświatowym; w 1916 r. zaczęto wydawać pierwszą legalną gazetę – „Lebnsfragn”; organizowano stołówki pracownicze. Portnoj jako nauczyciel kładł nacisk na pracę z dziećmi i młodymi ludźmi. Bund wspierał też prowadzenie Medem Sanatorium – instytucji łączącej w sobie edukację oraz profilaktykę dzieci będących w grupie ryzyka zachorowania na gruźlicę. Portnoj brał udział w IX konferencji Bundu w Wiedniu w roku 1912. W 1917 wraz z dużą grupą działaczy partyjnych był internowany w Havelbergu. Zwolniony po kilku miesiącach powrócił do Warszawy i kontynuował swoją działalność. W latach 1920–1939 zajmował stanowisko przewodniczącego partii. W 1925 i 1930 reprezentował Bund na konferencji w Stanach Zjednoczonych. 
Po wybuchu II wojny światowej wyjechał do Nowego Jorku, gdzie zmarł w roku 1941.